# Hứa Chi
Hứa Chi (chữ Hán: 许芝, ? - ?), quan viên tập đoàn quân phiệt Tào Ngụy cuối đời Hán, đầu đời Tam Quốc.

## Cuộc đời
Không rõ quê quán, năm sinh, năm mất của Hứa Chi. Cuối đời Hán, Hứa Chi làm Thái sử thừa (cấp phó của Thái sử lệnh, thuộc Thái Thường tự, chuyên trách thiên văn, lịch pháp).
Tháng 11 năm 220, Hứa Chi đã trình bày cách lý giải về lời sấm vĩ "Đại Hán giả, đương đồ cao" (tạm dịch: thay nhà Hán, là chỗ cao ở trên đường) với Ngụy vương Tào Phi, qua đó khẳng định: "chỗ cao ở trên đường là Hứa Xương", thay nhà Hán là nhà Ngụy . Việc này tạo điều kiện cho Tào Phi bức Hán Hiến đế thiện vị, lên ngôi hoàng đế, tức là Ngụy Văn đế.
Năm 223, Tào Phi lệnh cho Hứa Chi, khi ấy đã làm đến Thái sử lệnh, cùng Vương Lãng, Hoa Hâm, Trần Quần, Gia Cát Chương gửi thư khuyên hàng Gia Cát Lượng, không thành công .